# Бредон (Франция)
Бредо́н (фр. Bresdon) — коммуна во Франции, находится в регионе Пуату — Шаранта. Департамент коммуны — Шаранта Приморская. Входит в состав кантона Мата. Округ коммуны — Сен-Жан-д’Анжели.
Код INSEE коммуны — 17062.

## Население
Население коммуны на 2010 год составляло 259 человек.
| 1962 | 1968 | 1975 | 1982 | 1990 | 1999 | 2010 |
| ---- | ---- | ---- | ---- | ---- | ---- | ---- |
| 393  | 368  | 391  | 342  | 307  | 279  | 259  |

## Экономика
В 2010 году среди 152 человек трудоспособного возраста (15—64 лет) 106 были экономически активными, 46 — неактивными (показатель активности — 69,7 %, в 1999 году было 65,8 %). Из 106 активных жителей работали 100 человек (52 мужчины и 48 женщин), безработных было 6 (3 мужчин и 3 женщины). Среди 46 неактивных 9 человек были учениками или студентами, 27 — пенсионерами, 10 были неактивными по другим причинам.